# Alias Jimmy Valentine
Alias Jimmy Valentine (bra: Um Larápio Encantador) é um filme mudo norte-americano de 1920, dos gêneros drama e policial, estrelado por Bert Lytell, dirigido por Edmund Mortimer com Arthur Ripley e lançado pelo Metro Pictures.
O filme foi baseado em uma peça de teatro de 1910 por Paul Armstrong, que por sua vez foi baseado no conto A Retrieved Reformation, de O. Henry. Uma versão anterior da peça foi filmada em 1915, e uma versão posterior, também chamada de Alias Jimmy Valentine (1928), estrelado por William Haines, foi produzido pela Metro-Goldwyn-Mayer.

## Elenco
- Bert Lytell - Lee Randall/Jimmy Valentine
- Vola Vale - Rose Lane
- Eugene Pallette - 'Red' Jocelyn
- Wilton Taylor - Detetive Doyle
- Marc Robbins - Bill Avery
- Robert Dunbar - Lt. Gov. Fay
- Winter Hall - William Lane
- Jim Farley - Cotton

## Estado de conservação
Este filme de 1920 é considerado um filme perdido.